# Śluza Opatowice
Śluza Opatowice – śluza wodna komorowa, zlokalizowana na rzece Odra, w 245,03 km biegu rzeki, położona w przekopie wykonanym przy jej zakolu, nazwanym Kanałem Opatowickim, w 1,0 km tego kanału. Śluza położona jest we Wrocławiu, pomiędzy Wyspą Opatowicką a osiedlem Opatowice.

## Historia
Śluza została wybudowana w ramach inwestycji z zakresu hydrotechniki, prowadzonej w latach 1913–1917 polegającej na budowie nowej drogi wodnej przeprowadzonej przez miasto w ramach Wrocławskiego Węzła Wodnego, tzw. Wrocławskiego Szlaku Głównego, mimo że sama śluza leży poza tym szlakiem.

## Charakterystyka
Śluza Opatowice stanowi jeden z elementów stopnia wodnego, w odniesieniu do którego stosuje się nazwę: Stopień Wodny Opatowice, a także w szerszym kontekście funkcjonalnym obiektów hydrotechnicznych – Stopień Opatowicko-Bartoszowicki w Bartoszowicko–Opatowickim Węźle Wodnym. Ze względu na niewielkie wymiary tej śluzy i następnych na Wrocławskim Szlaku Miejskim (Śluza Szczytniki, Śluza Miejska), ta droga wodna nie ma większego znaczenia transportowego, towarowego. Obecnie jednak następuje aktywizacja turystyki i rekreacji wodnej także w obszarze otwartego dla żeglugi przez RZGW Wrocław Śródmiejskiego Węzła Wodnego. Alternatywnym, głównym szlakiem żeglugowym przez Wrocławski Węzeł Wodny, jest droga prowadząca przez Śluzę Bartoszowice, o znacznie lepszych parametrach żeglugowych. Przez Śluzę Opatowice prowadzi droga wodna, tzw. Miejska, oraz droga wodna przez Śródmiejski Węzeł Wodny.
Śluza ma wymiary: długość – 74,6; szerokość – 9,6; piętrzenie wynosi 2,0 m. Zamknięcia komory śluzy, dolne i górne, to wrota wsporne, stalowe, wykonane z zastosowaniem połączeń nitowych. Napęd wrót elektryczny, choć istnieje także awaryjny, ręczny. Do napełniania i opróżniania komory śluzy zastosowano krótkie kanały obiegowe, z zamknięciami w postaci zasuw rolkowych z napędem elektrycznym.
Odległości na drogach wodnych prowadzących przez śluzę:
- w dół rzeki, do następnej śluzy na Wrocławskim Szlaku Miejskim – Śluzy Szczytniki, wynosi 5,6 km,
- w dół rzeki, do następnej śluzy w Śródmiejskim Węźle Wodnym – Śluzy Piaskowej 9,2 km[d],
- w górę rzeki, do poprzedniej na szlaku Śluz Janowice wynosi 8,4 km[5]
- w górę kanału, a następnie w dół rzeki, możliwy jest również ruch do Śluzy Bartoszowice, na Wrocławskim Szlaku Głównym.

Prawy brzeg stanowi Wyspa Opatowicka, natomiast lewy brzeg to teren osiedla Opatowice. Poziom wody dolnej kształtuje Śródmiejski Węzeł Wodny Górny, oraz Stopień Wodny Szczytniki. Natomiast poziom wody górnej kształtowany jest przez Jaz Opatowice i Stopień Wodny Bartoszowice.
Do 1945 roku istniał przy śluzie, na głową dolną, most stalowy w konstrukcji wysięgnikowo-klapowej – most podniesionych masztów, o niewielkim znaczeniu (lokalnym).